# Wembley Championships 1971
Il Wembley Championships 1971 è stato un torneo di tennis giocato sul cemento indoor della Wembley Arena di Londra in Inghilterra. È stata la 27ª edizione del torneo che fa parte del Pepsi-Cola Grand Prix 1971. Il torneo si è giocato dal 25 al 31 ottobre 1971.

## Campioni

### Singolare maschile
Ilie Năstase ha battuto in finale  Rod Laver con il punteggio di 3–6, 6–3, 3–6, 6–4, 6–4

### Doppio maschile
Bob Hewitt /  Frew McMillan hanno battuto in finale  Bill Bowrey /  Owen Davinson con il punteggio di 7–5 9–7 6–2